# Hanamichi

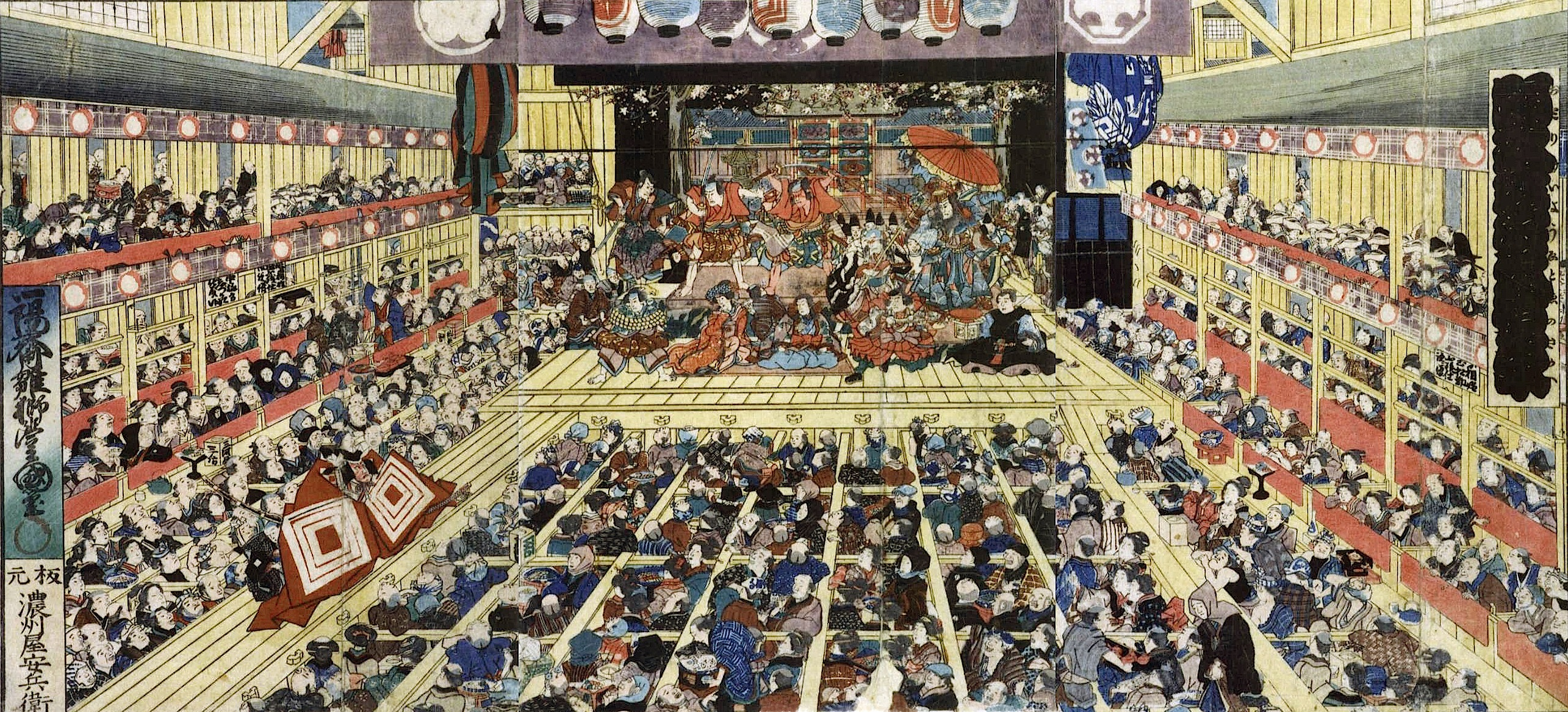
Produção de julho 1858 Shibaraku em Edo no teatro Ichimura-za, com o hanamichi visível à esquerda.

O hanamichi (花道, "caminho florido") é um palco extra utilizado no teatro kabuki japonês. Trata-se de uma extensa e elevada plataforma que se delonga pela esquerda do palco, desde a parte de trás do teatro, através da área dos observadores, até ao palco principal. Geralmente é usado para entradas e saídas dos personagens, embora seja também empregue para apartes ou cenas que ocorrem para além da acção principal.

## História
O hanamichi surgiu em 1668 no teatro de kabuki Kawarazaki-za, na forma de um palanque de madeira simples, que não era usado na encenação, mas que permitia que os atores fossem até ao meio da plateia para receber flores. Nessa época essa secção do palco não era utilizada em performances, porém permitia que os atores recebecem os créditos do público e eventuais prémios (flores) pelo espectáculo.
O estilo moderno do hanamichi, por vezes também designado de honhanamichi (本花道, "Caminho principal de flores"), tem dimensões padronizadas e foi concebido originalmente em 1740. O tamanho padrão varia de 16,38m para 18,20m de comprimento e entre 150 e 180 cm de largura.